# Puszcza Mariańska (gmina)
Pour les articles homonymes, voir Puszcza Mariańska.
La gmina de Puszcza Mariańska est un district administratif situé en milieu rural du powiat de Żyrardów dans la voïvodie de Mazovie, dans le centre-est de la Pologne.
Son siège administratif (chef-lieu) est le village de Puszcza Mariańska, qui se situe à environ 10 kilomètres au sud-ouest de Żyrardów (siège de la Powiat) et à 52 kilomètres au sud-ouest de Varsovie (capitale de la Pologne).
La gmina couvre une superficie de 142,41 kilomètres carrés pour une population de 8 411 habitants en 2006.

## Histoire
Jusqu'en 1953, la gmina avait pour nom gmina Korabiewice.

De 1953 à 1954 et 1973 à 1975, la gmina appartenait administrativement à la voïvodie de Łódź.

Puis, de 1975 à 1998, la gmina est attachée administrativement à la voïvodie de Skierniewice. Depuis 1999, elle fait partie de la voïvodie de Mazovie.

## Géographie

### Villages
La gmina de Puszcza Mariańska comprend les villages et localités de :

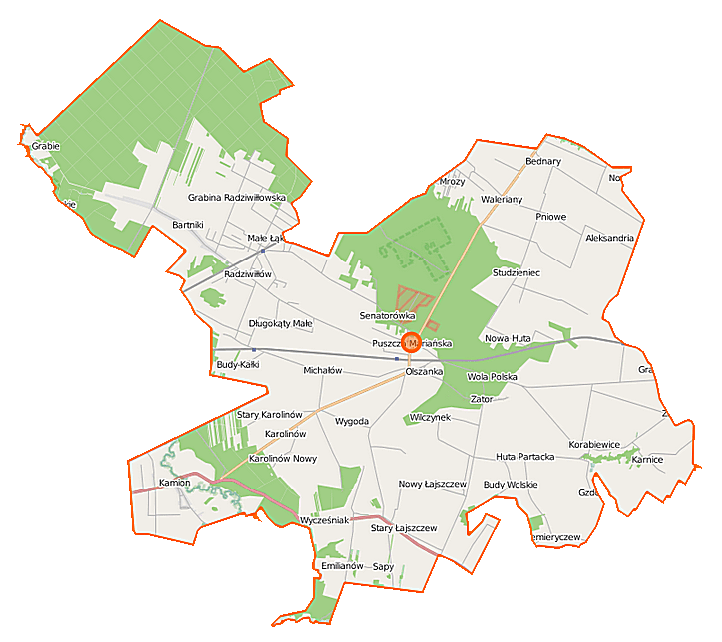
Plan de la gmina

- Aleksandria
- Bartniki
- Bednary
- Biernik
- Budy Wolskie
- Budy Zaklasztorne
- Budy-Kałki
- Długokąty
- Długokąty Małe
- Emilianów
- Górki
- Grabina Radziwiłłowska
- Huta Partacka
- Kamion
- Karnice
- Korabiewice
- Lisowola
- Marianów
- Michałów
- Mrozy
- Niemieryczew
- Nowa Huta
- Nowy Karolinów
- Nowy Łajszczew
- Olszanka
- Pniowe
- Puszcza Mariańska
- Radziwiłłów
- Sapy
- Stara Huta
- Stary Karolinów
- Stary Łajszczew
- Studzieniec
- Waleriany
- Wilczynek
- Wincentów
- Wola Polska
- Wycześniak
- Wygoda
- Zator

### Gminy voisines
La gmina de Puszcza Mariańska est voisine de:

la ville de:
- Żyrardów

et des gminy de:
- Bolimów
- Kowiesy
- Mszczonów
- Nowy Kawęczyn
- Radziejowice
- Skierniewice
- Wiskitki

## Structure du terrain
D'après les données de 2002, la superficie de la commune de Puszcza Mariańska est de 142,41 km2, répartis comme telle :
- terres agricoles : 62 %
- forêts : 32 %

La commune représente 26,74 % de la superficie du powiat.

## Démographie
Données du 30 juin 2004 :
| Description        | Total  | Total | Femmes | Femmes | Hommes | Hommes |
| ------------------ | ------ | ----- | ------ | ------ | ------ | ------ |
| Unité              | Nombre | %     | Nombre | %      | Nombre | %      |
| Population         | 8 431  | 100   | 4 203  | 49,9   | 4 228  | 50,1   |
| Densité (hab./km²) | 59,2   | 59,2  | 29,5   | 29,5   | 29,7   | 29,7   |